# Frederik Bjørn Sørensen
Frederik Bjørn Sørensen (født 18. maj 2003 i Aarhus) er en cykelrytter fra Danmark, der kører for Airtox-Carl Ras.

## Karriere
Som 8-årig begyndte Frederik Bjørn Sørensen at gå til cykling hos Cykle Klubben Aarhus, hvor han både dyrkede bane- og landevejscykling. Det skete efter at han brækkede armen til fodbold, og derefter ikke længere kunne dyrke en kontaktsport. Som 1-års juniorrytter skiftede han i 2020 til talentholdet Team NPV-Carl Ras Roskilde Junior på en ét-årig aftale. Den blev senere forlænget til at også gælde for 2021-sæsonen.
Den første sæson som seniorrytter blev kørt i 2022 hos det danske kontinentalhold ColoQuick Cycling, da Frederik Bjørn som 18-årig skrev en etårig kontrakt med holdet. I oktober 2022 forlængede parterne aftalen, så den også var gældende for 2023-sæsonen. Det var samtidig med at han var tømrerlærling, og forventede at afslutte uddannelsen i marts 2023.